# Parti national indépendant (Luxembourg)
Pour les articles homonymes, voir Parti national indépendant.
Le Parti national indépendant (en luxembourgeois : Onofhängeg Nationalpartei et en allemand : Unabhängige Nationalpartei) abrégé respectivement en PNI et ONP, est un ancien parti politique luxembourgeois en activité au cours de l'entre-deux-guerres.

## Historique
Le parti est fondé en 1918 par des anciens membres du Parti de la droite. L'un des fondateurs les plus éminents, Pierre Prüm, est nommé à la tête du parti. Les amendements constitutionnels de 1919 ont introduit le suffrage universel et la représentation proportionnelle, renforçant les chances de ces nouveaux populistes de remporter à la fois des suffrages et des sièges au Parlement. Lors des premières élections après les réformes, le parti remporte trois sièges à la Chambre des députés, terminant ainsi à la quatrième place ; le Parti de droite obtient quant à lui 27 sièges, ce qui lui permet de former un gouvernement autonome.
Lors des élections législatives du 28 mai 1922, le parti parvient à obtenir un quatrième siège, mais il le perd aux élections législatives de 1925. Plus important encore, le Parti de la droite tombe sous le seuil des 50 %, ce qui permet aux autres partis de former une large coalition pour contrer les conservateurs. La coalition compte alors sur le soutien de la quasi-totalité d'une multitude de partis mineurs pour faire passer son soutien sans participation, mais ne compte que des membres de trois listes : le Parti national indépendant, le Parti radical-socialiste et la Gauche indépendante. Le chef de la coalition est le président du parti, Pierre Prüm, même si ce parti n'était que le quatrième parti en importance à la Chambre des députés.
En 1926, le gouvernement tente de récompenser le soutien offert par le Parti socialiste en améliorant les conditions de travail minimales. Cependant, les socialistes radicaux, un parti né de l'éclatement de la Ligue libérale, s'y opposent et maintiennent leur soutien de son prédécesseur aux entreprises et aux classes moyennes. Dans l'opposition, les radicaux-socialistes retirent leur soutien à la coalition, laissant le gouvernement sans majorité. Pour éviter une motion de censure humiliante, Pierre Prüm offre sa démission le 22 juin et se retire de la vie politique pour devenir juge. Aux élections législatives suivantes, en raison de l'absence de Pierre Prüm, le nombre de votes est réduit et le parti ne remporte qu'un seul siège.
De nombreux membres du Parti national indépendant, y compris Pierre Prüm, se sont plus tard associés au Volksdeutsche Bewegung, un parti politique de collaboration en activité sous l'occupation nazie.

## Personnalités du Parti national indépendant
| Identité                  | Période | Période | Durée  |
| Identité                  | Début   | Fin     | Durée  |
| ------------------------- | ------- | ------- | ------ |
| Pierre Prüm (1886 - 1950) | 1918    | 1931    | 13 ans |

## Résultats électoraux
| Année | Voix   | %    | Rang | Sièges |
| ----- | ------ | ---- | ---- | ------ |
| 1919  | 82 297 | 6,6  | 4e   | 3 / 48 |
| 1922  | 97 371 | 14,9 | 4e   | 4 / 48 |
| 1925  | 80 895 | 6,9  | 4e   | 3 / 47 |
| 1928  | –      | –    | 4e   | 3 / 52 |